# 森川つくし
森川 つくし（もりかわ つくし　1990年3月16日 - ）は、日本の元演歌歌手。大阪府守口市出身。血液型O型。かつては長良プロダクションに所属していた。

## 人物・略歴
- 祖母の影響で3歳から演歌が好きになり、演歌歌手になることを夢見るようになる。
- 2007年、長良プロダクション主催のカラオケ大会でグランプリを獲得したことがデビューのきっかけとなり、高校卒業と同時に「夢かえる」（2008年）でレコードデビュー。
- 趣味：イラスト、料理、お菓子作り
- 特技：マジック
- 好きな言葉：尊敬
- 好きな色：ピンク
- 2013年、歌手活動を休業することを発表、ファン向けにイベントを開催し休業宣言をした。理由は不明である。

## ディスコグラフィ
- 全てソルブレイドからリリース。

### シングル
| # | 発売日         | 曲順 | タイトル              | 作詞       | 作曲     | 編曲       | 規格品番  |
| - | -------------- | ---- | --------------------- | ---------- | -------- | ---------- | --------- |
| 1 | 2008年 3月26日 | 01   | 夢かえる              | 松井由利夫 | 岡千秋   | 伊戸のりお | KHCM-2403 |
| 1 | 2008年 3月26日 | 02   | おきあがりこぼし      | 松井由利夫 | 杜奏太朗 | 伊戸のりお | KHCM-2403 |
| 2 | 2009年 11月4日 | 01   | 母ゆずり              | かず翼     | 岡千秋   | 伊戸のりお | KHCM-2405 |
| 2 | 2009年 11月4日 | 02   | もしも涙になれたなら… | 菅麻貴子   | 杜奏太朗 | 伊戸のりお | KHCM-2405 |
| 3 | 2011年 2月9日  | 01   | 神無月の頃に          | 水木れいじ | 岡千秋   | 伊戸のりお | KHCM-2407 |
| 3 | 2011年 2月9日  | 02   | 喜びの日に            | 水木れいじ | 吉幾三   | 伊戸のりお | KHCM-2407 |
| 4 | 2012年 1月18日 | 01   | 風のゆりかご          | 仁井谷俊也 | 徳久広司 | 伊戸のりお | KHCM-2409 |
| 4 | 2012年 1月18日 | 02   | 想い出ノート          | 花木香里   | 杜奏太朗 | 伊戸のりお | KHCM-2409 |

### アルバム
| 発売日        | タイトル                 | 規格品番  |
| ------------- | ------------------------ | --------- |
| 2013年1月30日 | 森川つくしのカバー名曲集 | KHCM-2411 |

### タイアップ曲
| 年     | 楽曲     | タイアップ                            |
| ------ | -------- | ------------------------------------- |
| 2009年 | 母ゆずり | テレビ東京系「田舎に泊まろう!」挿入歌 |

## テレビ
レギュラー番組
- 演歌百撰（サンテレビ、2009年3月4日～2010年6月23日）…アシスタント
- 歌謡サロン・演歌がええじゃん（チバテレほか、2009年4月1日～）…アシスタント